# EX-3
EX-3 est un groupe musical espagnol de makina composé de David Amo, Alex Castellano et Julio Navas. Ils sont connus pour être l'un des groupes les plus représentatifs et influents du phénomène « makina » des années 1990, à cette époque répandue dans les discothèques et boîtes de nuits espagnoles et catalanes. Leurs célèbres compositions incluent Ex-P-Cial, Extres et Extres-A-2. Le groupe se popularise en Espagne de 1995 à 1997 grâce à leurs compositions qui atteignent le top 10 des classements musicaux espagnols.

## Discographie
| Année                                                    | Single                        | Classement | Format             |
| Année                                                    | Single                        | ESP        | Format             |
| -------------------------------------------------------- | ----------------------------- | ---------- | ------------------ |
| 1995                                                     | Extres                        | 1          | Singles uniquement |
| 1995                                                     | Ex-P-Cial                     | 1          | Singles uniquement |
| 1996                                                     | Extres-A-2                    | 2          | Singles uniquement |
| 1997                                                     | Extres (Remixes)              | 3          | Singles uniquement |
| 1998                                                     | Back to Roots (avec Analogic) | —          | Singles uniquement |
| 1998                                                     | Into Your Mind                | —          | Singles uniquement |
| 1999                                                     | Extr3s E.P.                   | —          | Singles uniquement |
| 2000                                                     | Plural EP Part 1              | —          | Singles uniquement |
| 2001                                                     | Plural EP Part 2              | —          | Singles uniquement |
| 2002                                                     | Activa-T                      | —          | Singles uniquement |
| 2003                                                     | To the Sky                    | —          | Singles uniquement |
| 2003                                                     | Papipapapipa                  | —          | Singles uniquement |
| 2005                                                     | First Kontakt                 | —          | Singles uniquement |
| « — » montre que le single n'a atteint aucun classement. |                               |            |                    |